# Rádiótelex

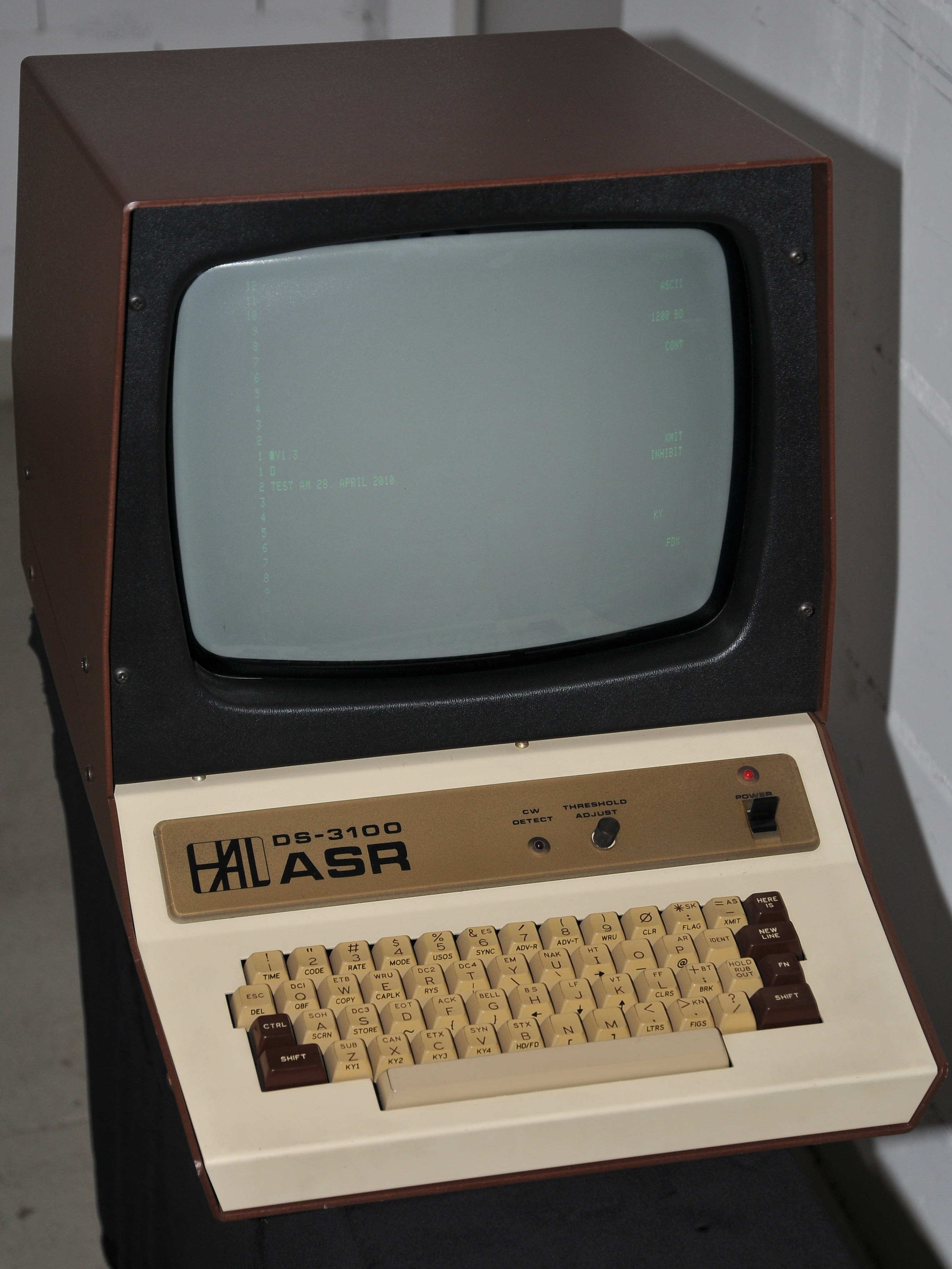
Rádiótelex készülék az 1980-as évekből

A rádiótelex (RTTY, radioteletype) egy telekommunikációs rendszer. Az RTTY a Radio Teletype (rádió távgépíró) szóból származik. A rádióamatőrök 45 baud sebességgel használják FSK üzemmódban. A professzionális berendezések 45-300 baud sebességtartományban működnek.
RTTY modemhang

Probléma esetén lásd:Médiafájlok kezelése.
A rádiótelex a telex vezeték nélküli változata.

## Története
Eredetileg két vagy több elektromechanikus teleprinterből állt, amelyek különböző helyszíneken helyezkedtek el, és vezetékes helyett rádiókapcsolattal voltak összekötve.
A rádiótelex a korábbi, vezetékes teleprinterek működéséből fejlődött ki, amelyek az 1800-as évek közepén kezdődtek. A vezetékes távnyomtatók működése 1849-ben kezdődött, amikor egy vonalat állítottak üzembe Philadelphia és New York City között. Émile Baudot 1874-ben tervezett egy öt egységből álló kódot használó rendszert, amely a mai napig használatban van. A távnyomtató-rendszer kialakítását fokozatosan fejlesztették, míg a második világháború kezdetére a hírügynökségek által használt fő terjesztési módszerré vált.
Az Egyesült Államok Haditengerészete 1922 augusztusában sikeresen tesztelte a nyomtatótávírót egy repülőgép és egy földi rádióállomás között. Később, ugyanebben az évben a Radio Corporation of America (RCA) sikeresen tesztelte a nyomtatótávírót a Chatham-i (Massachusetts) rádióállomásán keresztül az RMS Majestic számára.
A rádiótelex korai megvalósítása a Watsongraph volt, amelyet 1931 márciusában neveztek el a detroiti feltalálóról, Glenn Watsonról.
A kereskedelmi RTTY rendszerek már 1932 áprilisában aktív szolgálatban voltak San Francisco és Honolulu között, valamint 1934-re San Francisco és New York City között. Az amerikai hadsereg az 1930-as években használta a rádiótelexet, és a második világháború alatt kiterjesztette ezt a használatát.
A haditengerészet RATT-nek (Radio Automatic Teletype), az amerikai hadsereg jelzőhadteste pedig SCRT-nek nevezte a rádiótelexet, ami az egycsatornás rádiótelex rövidítése. A hadsereg frekvenciaeltolásos (FSK) technológiát alkalmazott, és ez a technológia még nagy távolságokon is nagyon megbízhatónak bizonyult.
Az 1980-as évektől a telexgépeket személyi számítógépek (PC-k) váltották fel, amelyeken szoftverek futnak a teleprinterek emulálására.

## Technikai jellemzők

A DDK2 állomás meteorológiai információkat továbbít.

Az idők során számos továbbítási formátum alakult ki, mind karakterkódolásban, mind rádiófrekvenciás jellemzőkben. 

### Adásmód, moduláció
A rádiótelex továbbítására általában frekvenciaeltolás-billentyűzést (FSK) használnak. A 0 (SPACE) és az 1 (MARK) kódot eltérő frekvenciával viszik át. A mód jellemzésekét a két frekvencia közti különbséget adják meg. A leggyakoribb a 170 Hz. Különféle szabványokban 85 - 850 Hz értékek szerepelnek. Nagyobb átviteli sebességhez nagyobb frekvenciaeltolást célszerű választani.
RTTY átvitelt a legegyszerűbben úgy lehet megoldani, hogy a modemhanggal moduláljuk a vivőfrekvenciát egy oldalsávos moduláció használatával. LSB esetén a MARK és a SPACE felcserélődik.

### Átviteli sebesség
Az átviteli sebességet baud -ban adják meg. (Egy vivős FSK esetén 1 baud = 1 bit/s. )
A leggyakoribb az 50 baud sebességű átvitel. A rádióamatőrök 45.45 baud átviteli sebességet használnak. Különféle szabványokban 20 - 300 baud átviteli sebesség szerepelhet.

### Karakterkódolás
A rádiótelexnél a leggyakoribb karakterkódolás a Baudot-kód. Előfordul még 7 vagy 8 bites ASCII is. 
Néhány gyakoribb szabvány 
| Megnevezés                                           | Átviteli sebesség (baud) | Frekvenciaeltolás (Hz) | Karakterkódolás                                                |
| ---------------------------------------------------- | ------------------------ | ---------------------- | -------------------------------------------------------------- |
| Amatőrrádiózás                                       | 45,45                    | 170                    | Baudot-kód                                                     |
| ITA-5                                                | 110                      | 170                    | ASCII 7bit                                                     |
| Kereskedelmi, diplomáciai, meteorológiai szolgálatok | 50                       | 425                    | Valamennyi karakterkódolás előfordul                           |
| Kereskedelmi, diplomáciai, meteorológiai szolgálatok | 50                       | 450                    | Valamennyi karakterkódolás előfordul                           |
| NATO katonai szolgálatok                             | 75                       | 850                    | Általában rejtjelezett, egyedi kódolás                         |
| NATO katonai szolgálatok                             | 100                      | 850                    | Általában rejtjelezett, egyedi kódolás                         |
| Szovjet/Orosz tengeri kereskedelmi szolgálat         | 50                       | 170                    | Baudot-kód (latin betűvel írt orosz szöveg, vagy rejtjelezett) |
| Hosszúhullámon és Nagyon alacsony frekvencián        | 50                       | 85                     | Baudot-kód                                                     |

### Egyéb, hibatűrést javító kódok
- startbit - Az átvitt karakter elején egy '1' értékű bit. Általában nem használnak startbitet.
- stopbit - Az átvitt karakter végén egy '1' értékű bit.

A start/stop bitek időben hosszabbak is mint az információt átvivő bitek. Hosszuk általában 1, 1,5, 2 -szer hosszabbak mint az adatokat szállító bitek. 
- paritásbit - Az átvitt karakter végén, a stopbit (ha van) előtt.

## RTTY napjainkban
Ipari rádiók, magasabb árfekvésű amatőr rádiók képesek dekódolni, és megjeleníteni a rádiótelex szövegét.
Egyszerűbb rádiókészülékekkel is megoldható a dekódolás, számítógép segítségével. A rádió által vett hangjelet a számítógép hangegységébe vonalbemeneten vagy mikrofonbemeneten keresztül bevihetjük, és erre alkalmas szoftverekkel dekódolhatjuk. Mobiltelefonra is léteznek RTTY dekódolására alkalmas szoftverek. Az RTTY hangjelet mikrofon segítségével is bevihetjük a készülékbe.
RTTY jelet számítógép segítségével is elő lehet állítani. Az így előállt modemhangot a rádiókészülékbe visszük be.

### RTTY dekódolására alkalmas szoftverek
|                | Felület                | Licensz       | Linux | Windows | MacOS | Android |
| -------------- | ---------------------- | ------------- | ----- | ------- | ----- | ------- |
| fldigi         | grafikus               | Nyílt forrású | x     | x       | x     |         |
| DroidRTTY      | grafikus               | Szabad        |       |         |       | x       |
| minimodem      | parancssori alkalmazás | Nyílt forrású | x     |         |       |         |
| GRITTY         | grafikus               |               |       | x       |       |         |
| mmtty          | grafikus               | Szabad        |       | x       |       |         |
| TrueTTY        | grafikus               |               |       | x       |       |         |
| AX25soundmodem | grafikus               | Nyílt forrású | x     | x       |       |         |
| multimon-ng    | parancssori alkalmazás | Nyílt forrású | x     | x       | x     |         |